# Chondria
Pour le genre de coléoptère, voir Chondria (insecte).
Genre

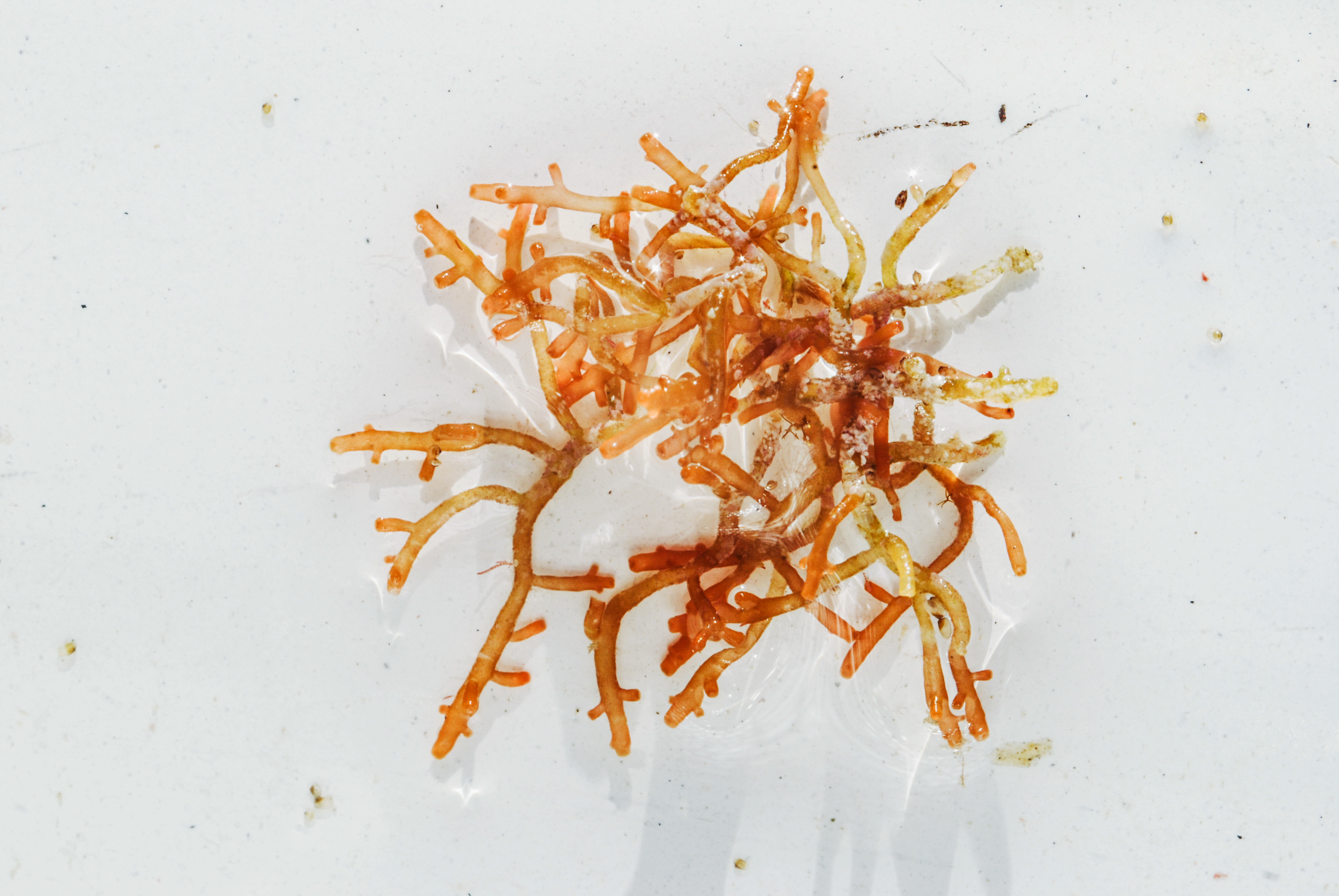
Chondria Dasyphylla

Chondria est un genre d'algues rouges de la famille des Rhodomelaceae. Ce genre inclut de nombreuses espèces de taille très variable avec des thales pouvant aller de quelques millimètres jusqu'à un mètre.

## Liste d'espèces
Selon AlgaeBase (3 juin 2012) :
- Chondria acrorhizophora Setchell & N.L.Gardner
- Chondria angustissima Gordon-Mills & Womersley
- Chondria arborescens (J.Agardh) De Toni (Sans vérification)
- Chondria arcuata Hollenberg
- Chondria armata (Kützing) Okamura
- Chondria atropurpurea Harvey
- Chondria baileyana (Montagne) Harvey
- Chondria bernardii P.(J.L.) Dangeard
- Chondria boryana (De Notaris ex J.Agardh) De Toni
- Chondria bulbosa Harvey
- Chondria bullata N'Yuert & Payri
- Chondria capensis (Harvey) Askenasy
- Chondria capillaris (Hudson) M.J.Wynne (espèce type)
- Chondria capreolis Gordon-Mills & Womersley
- Chondria cartilaginea (J.Agardh) De Toni (Sans vérification)
- Chondria chejuensis Y.-P.Lee
- Chondria clarionensis Setchell & N.L.Gardner
- Chondria cnicophylla (Melvill) De Toni
- Chondria coerulescens (J.Agardh) Falkenberg
- Chondria collinsiana M.A.Howe
- Chondria compressa Papenfuss
- Chondria concrescens E.Y.Dawson
- Chondria constricta M.Tani & Masuda
- Chondria cornuta Børgesen
- Chondria crassicaulis Harvey
- Chondria curdieana (Harvey ex J.Agardh) De Toni
- Chondria curvilineata F.S.Collins & Hervey
- Chondria dangeardii E.Y.Dawson
- Chondria dasyphylla (Woodward) C.Agardh
- Chondria decidua Tani & Masuda
- Chondria decipiens Kylin
- Chondria densa P.(J.L.) Dangeard
- Chondria econstricta Tani & Masuda
- Chondria expansa Okamura
- Chondria flexicaulis Taylor
- Chondria floridana (F.S.Collins) M.A.Howe
- Chondria foliifera (J.Agardh ) Falkenberg
- Chondria fusifolia (Hooker & Harvey) Harvey
- Chondria hapteroclada C.K.Tseng
- Chondria harveyana (J.Agardh) De Toni
- Chondria hieroglyphica Gordon-Mills & Womersley
- Chondria hypoglossoides F.Schmitz
- Chondria incrassata (J.Agardh) Gordon-Mills & Womersley
- Chondria incurva Gordon-Mills & Womersley
- Chondria infestans (A.H.S.Lucas) A.J.K.Millar
- Chondria intertexta P.C.Silva
- Chondria lanceolata Harvey
- Chondria lancifolia Okamura
- Chondria leptacremon (Melvill ex G.Murray) De Toni
- Chondria littoralis Harvey
- Chondria macrocarpa Harvey
- Chondria mageshimensis Tanaka & K.Nozawa
- Chondria mairei G.Feldmann
- Chondria minutula Weber-van Bosse
- Chondria nidifica Harvey
- Chondria oppositiclada E.Y.Dawson
- Chondria pellucida Y.P.Lee
- Chondria platyclada W.R.Taylor
- Chondria platyramea A.B.Joly & Ugadim
- Chondria polyrhiza F.S.Collins & Hervey
- Chondria pumila Vickers
- Chondria pungens Schousboe (Statut incertain)
- Chondria pusilla Delle Chiaje (Statut incertain)
- Chondria pygmaea Garbary & Vandermeulen
- Chondria rainfordii Lucas
- Chondria repanda Schousboe (Statut incertain)
- Chondria repens Børgesen
- Chondria riparia (J.Agardh) De Toni
- Chondria ryukyuensis Yamada
- Chondria sanguinea  (Sans vérification)
- Chondria scintillans G.Feldmann
- Chondria secundata (J.Agardh) De Toni
- Chondria sedifolia Harvey
- Chondria seticulosa (Forsskål) C.Agardh
- Chondria sibogae Weber-van Bosse
- Chondria simpliciuscula Weber-van Bosse
- Chondria stolonifera Okamura
- Chondria subfasciculata (J.Agardh) Gordon-Mills & Womersley (Sans vérification)
- Chondria subsecunda Gordon-Mills & Womersley
- Chondria succulenta (J.Agardh) Falkenberg
- Chondria transversalis Børgesen
- Chondria vermicularis  (Sans vérification)
- Chondria viticulosa A.J.K.Millar & M.J.Wynne
- Chondria xishaensis J.-F.Xhang & B.-M.Xia

Selon Catalogue of Life (3 juin 2012) :
- Chondria acrorhizophora
- Chondria angustissima
- Chondria arcuata
- Chondria armata
- Chondria articulata
- Chondria atropurpurea
- Chondria baileyana
- Chondria bernardii
- Chondria boryana
- Chondria bulbosa
- Chondria californica
- Chondria capensis
- Chondria capillaris
- Chondria capreolis
- Chondria chejuensis
- Chondria cnicophylla
- Chondria coerulescens
- Chondria collinsiana
- Chondria compressa
- Chondria cornuta
- Chondria crassicaulis
- Chondria curdieana
- Chondria curvilineata
- Chondria dangeardii
- Chondria dasyphylla
- Chondria decidua
- Chondria decipiens
- Chondria densa
- Chondria expansa
- Chondria flexicaulis
- Chondria floridana
- Chondria foliifera
- Chondria fusifolia
- Chondria hapteroclada
- Chondria harveyana
- Chondria hieroglyphica
- Chondria hypoglossoides
- Chondria incrassata
- Chondria incurva
- Chondria infestans
- Chondria intertexta
- Chondria lanceolata
- Chondria lancifolia
- Chondria leptacremon
- Chondria littoralis
- Chondria macrocarpa
- Chondria mageshimensis
- Chondria mairei
- Chondria minutula
- Chondria nidifica
- Chondria oppositiclada
- Chondria pellucida
- Chondria platycladia
- Chondria platyramea
- Chondria polyrhiza
- Chondria pumila
- Chondria pygmaea
- Chondria rainfordi
- Chondria repens
- Chondria riparia
- Chondria ryukyuensis
- Chondria scintillans
- Chondria sedifolia
- Chondria seticulosa
- Chondria sibogae
- Chondria simpliciuscula
- Chondria stolonifera
- Chondria subfasciculata
- Chondria subsecunda
- Chondria succulenta
- Chondria transversalis
- Chondria viticulosa

Selon ITIS (3 juin 2012) :
- Chondria arcuata
- Chondria atropurpurea
- Chondria baileyana Montagne
- Chondria californica
- Chondria cnicophylla
- Chondria coerulescens
- Chondria curvilineata
- Chondria dasyphylla Woodward
- Chondria decipiens
- Chondria floridana
- Chondria leptacremon (Goodenough & Wood.) Agardh
- Chondria littoralis
- Chondria nidifica
- Chondria oppositiclada
- Chondria pacifica
- Chondria scintillans
- Chondria sedifolia
- Chondria telmoensis
- Chondria tenuissima (Goodenough & Woodward) Agardh

Selon World Register of Marine Species (3 juin 2012) :
- Chondria acrorhizophora Setchell & N.L.Gardner, 1924
- Chondria angustissima Gordon-Mills & Womersley, 1987
- Chondria arcuata Hollenberg, 1945
- Chondria armata (Kützing) Okamura, 1907
- Chondria articulata (Hudson) C.Agardh, 1817
- Chondria atropurpurea Harvey, 1853
- Chondria baileyana (Montagne) Harvey, 1853
- Chondria bernardii P.(J.L.) Dangeard, 1951
- Chondria boryana (De Notaris ex J.Agardh) De Toni
- Chondria bulbosa Harvey, 1859
- Chondria bullata N'Yuert & Payri, 2009
- Chondria capensis (Harvey) Askenasy, 1888
- Chondria capillaris (Hudson) M.J.Wynne, 1991
- Chondria capreolis Gordon-Mills & Womersley, 1987
- Chondria chejuensis Y.-P.Lee, 1996
- Chondria clarionensis Setchell & N.L.Gardner, 1930
- Chondria cnicophylla (Melvill) De Toni, 1903
- Chondria coerulescens (J.Agardh) Falkenberg, 1901
- Chondria collinsiana M.A.Howe, 1920
- Chondria compressa Papenfuss, 1947
- Chondria concrescens E.Y.Dawson, 1961
- Chondria constricta M.Tani & Masuda, 2003
- Chondria cornuta Børgesen, 1932
- Chondria crassicaulis Harvey, 1860
- Chondria curdieana (Harvey ex J.Agardh) De Toni, 1903
- Chondria curvilineata F.S.Collins & Hervey, 1917
- Chondria dangeardii E.Y.Dawson, 1954
- Chondria dasyphylla (Woodward) C.Agardh, 1817
- Chondria decidua Tani & Masuda, 2003
- Chondria decipiens Kylin, 1941
- Chondria densa P.(J.L.) Dangeard, 1951
- Chondria econstricta Tani & Masuda, 2003
- Chondria expansa Okamura, 1927
- Chondria flexicaulis Taylor, 1945
- Chondria floridana (F.S.Collins) M.A.Howe, 1928
- Chondria foliifera (J.Agardh ) Falkenberg, 1901
- Chondria fusifolia (Hooker & Harvey) Harvey, 1859
- Chondria hapteroclada C.K.Tseng
- Chondria harveyana (J.Agardh) De Toni, 1903
- Chondria hieroglyphica Gordon-Mills & Womersley, 1987
- Chondria hypoglossoides F.Schmitz, 1895
- Chondria incrassata (J.Agardh) Gordon-Mills & Womersley, 1987
- Chondria incurva Gordon-Mills & Womersley, 1987
- Chondria infestans (A.H.S.Lucas) A.J.K.Millar, 1990
- Chondria intertexta P.C.Silva, 1972
- Chondria lanceolata Harvey, 1855
- Chondria lancifolia Okamura, 1934
- Chondria leptacremon (Melvill ex G.Murray) De Toni, 1903
- Chondria littoralis Harvey, 1853
- Chondria macrocarpa Harvey, 1855
- Chondria mageshimensis Tanaka & K.Nozawa, 1965
- Chondria mairei G.Feldmann, 1949
- Chondria minutula Weber-van Bosse, 1923
- Chondria nidifica Harvey, 1858
- Chondria oppositiclada E.Y.Dawson, 1945
- Chondria ovalis
- Chondria pellucida Y.P.Lee, 1996
- Chondria platyclada W.R.Taylor, 1945
- Chondria platyramea A.B.Joly & Ugadim, 1966
- Chondria polyrhiza F.S.Collins & Hervey, 1917
- Chondria pumila Vickers, 1905
- Chondria pygmaea Garbary & Vandermeulen, 1990
- Chondria rainfordii Lucas, 1927
- Chondria repens Børgesen, 1924
- Chondria riparia (J.Agardh) De Toni, 1903
- Chondria ryukyuensis Yamada, 1935
- Chondria sanguinea
- Chondria scintillans G.Feldmann, 1964
- Chondria sedifolia Harvey, 1853
- Chondria seticulosa (Forsskål) C.Agardh, 1822
- Chondria sibogae Weber-van Bosse, 1923
- Chondria simpliciuscula Weber-van Bosse, 1913
- Chondria stolonifera Okamura, 1934
- Chondria subfasciculata (J.Agardh) Gordon-Mills & Womersley, 1987
- Chondria subsecunda Gordon-Mills & Womersley, 1987
- Chondria succulenta (J.Agardh) Falkenberg, 1901
- Chondria transversalis Børgesen, 1938
- Chondria vermicularis
- Chondria viticulosa A.J.K.Millar & M.J.Wynne, 1992